# Losing Grip
Singles de Avril Lavigne
I'm with You
(2002) Mobile
(2003)
Losing Grip est une chanson de la chanteuse canadienne Avril Lavigne. La chanson est issue de l'album Let Go et est publiée en tant que quatrième et dernier single de l'album.
En Amérique du Nord, le single s'est classé à la 74e position au Billboard Hot 100. En Europe, le single a atteint  la 43e position en Allemagne, la 22e au Royaume-Uni, la 40e en Autriche, la 38e aux Pays-Bas, la 49e en Suisse, 48e en Belgique néerlandophone et s'est hissé à la meilleure position en Belgique francophone atteignant la 4e place. Le single s'est également classé 20e en Australie.
Aux États-Unis, le single a été certifié disque d'or par la Recording Industry Association of America.

## Liste des titres

### CD Single
Toutes les chansons sont écrites et composées par Avril Lavigne & Clif Magness.
| No | Titre                                                  | Durée |
| -- | ------------------------------------------------------ | ----- |
| 1. | Losing Grip (album version)                            | 3:53  |
| 2. | Losing Grip (live in Copenhagen, Denmark at AB Hallen) | 4:56  |

### Maxi Single
| No | Titre                                                        | Durée |
| -- | ------------------------------------------------------------ | ----- |
| 1. | Losing Grip (album version)                                  | 3:53  |
| 2. | Losing Grip (live)                                           | 3:57  |
| 3. | Unwanted (live)                                              | 4:01  |
| 4. | Losing Grip (Video) (clip vidéo réalisé par Liz Friedlander) | 3:53  |